# رابرت هیوز
رابرت استادلی فارست هیوز (به انگلیسی: Robert Studley Forrest Hughes) (زادهٔ ۲۸ ژوئیه ۱۹۳۸ در سیدنی – درگذشتهٔ ۶ اوت ۲۰۱۲ در برانکس، نیویورک) نویسنده، منتقد و سازنده مستندهای تلویزیونی اهل استرالیا بود که در دههٔ ۱۹۷۰ در نیویورک به شهرت رسید.

## زندگی
رابرت هیوز نویسنده، سخنور، سازندهٔ مستندهای تلویزیونی و منتقد هنری و تاریخ‌نگار دوشنبه ۶ اوت در سن ۷۴ سالگی در بیمارستان کالوری در شهر برانکس نیویورک درگذشت.
دوریس دونس همسر وی دربارهٔ مرگ وی گفت رابرت مدت زیادی از بیماری رنج و سرانجام تسلیم بیماری‌اش شد.

## فعالیت‌ها

### نقدنویسی
هیوز سه دهه به عنوان منتقد در مجلهٔ تایم و تلویزیون مشغول کار بود و همین امر باعث شد تا وی بیشتر بتواند خود را در دل مردم کشورش جا باز کند.
رابرت هیوز کتاب «ساحل کشنده» را در ۱۹۸۷ روانه بازار کرد که دربارهٔ سرزمین مادری‌اش استرالیا نوشته شده‌است که وی آن را در سال ۱۹۶۴ ترک کرد. او با نوشتن این کتاب توانست به یکی از معروف‌ترین نویسندگان استرالیا بدل شود و کتابش نیز به یکی از پرفروش‌ترین کتاب‌ها تبدیل شد.
وی به نوشتن ادامه داد و توانست تفکرات بلندپروازانهٔ خود را دربارهٔ موضوع‌های مورد علاقه‌اش از فرانسیسکو گویا گرفته تا لوسین فروید و از ماهیگیری تا تاریخ هنر آمریکا در قالب کتاب منتشر کند. هیوز همچنین خاطرات خود را در کتابی با نام «آن‌چه نمی‌دانستم» در سال ۲۰۰۶ به چاپ رسانید. کتاب «رم» نیز دربرگیرندهٔ خاطرات شخصی او از شهری است که آن را با تمرکز بر پیروزی‌ها و شکست‌های بشری نوشته‌است.

### مستندسازی
وی با ساختن یک مستند هشت‌قسمتی با عنوان «شوک جدید» شامل مدرنیسم تا امپرسیونیسم توانست ۲۵ میلیون بیننده را به خود جلب کند. کتابی که با الهام از این فیلم نوشته شد نیز چنان مهم بود که منتقد نیویورکر آن را نقدی فوق‌العاده نامید. در سال ۱۹۹۷ رابرت اس بوینتون نویسنده نیز دربارهٔ هیوز گفت من او را به عنوان یک منتقد هنری برجستهٔ جهانی می‌شناسم.

## جوایز
رابرت هیوز توانست در مدت فعالیت خود جوایز متعددی دریافت کند که جایزهٔ گریرسون برای نقد هنری و جایزهٔ امی بین‌المللی در سال ۲۰۰۹ از جمله آن‌هاست.

## پی‌نوشت
1. ↑  «رابرت هیوز درگذشت»،  ایبنا.
2. ↑  «رابرت هیوز درگذشت»،  ایبنا.
3. ↑  «رابرت هیوز درگذشت»،  ایبنا.
4. ↑  «رابرت هیوز درگذشت»،  ایبنا.
5. ↑  «رابرت هیوز درگذشت»،  ایبنا.
6. ↑  «رابرت هیوز درگذشت»،  ایبنا.
7. ↑  «رابرت هیوز درگذشت»،  ایبنا.
8. ↑  «رابرت هیوز درگذشت»،  ایبنا.
9. ↑  «رابرت هیوز درگذشت»،  ایبنا.